# Vượng Giác Ca môn
Vượng Giác Ca môn (giản thể: 旺角卡门; phồn thể: 旺角卡門; bính âm: Wàngjiǎo Kǎmén, tiếng Anh: As Tears Go By), nghĩa là Carmen Vượng Giác là bộ phim đầu tay của đạo diễn Hồng Kông Vương Gia Vệ được công chiếu lần đầu năm 1988. Bộ phim có mang đề tài quen thuộc của điện ảnh Hồng Kông là các băng đảng xã hội đen đồng thời cho thấy những ảnh hưởng từ tác phẩm Mean Streets của Martin Scorsese, dàn diễn viên chính của Vượng Giác Ca môn gồm Lưu Đức Hòa, Trường Học Hữu và Trương Mạn Ngọc. Bộ phim đã được lựa chọn tham gia chương trình Semaine internationale de la critique tại Liên hoan phim Cannes 1989, với vai diễn trong phim Trương Học Hữu đã được trao giải Vai nam phụ xuất sắc nhất trong Giải thưởng Điện ảnh Hồng Kông lần thứ 8.

## Nội dung
Hoa (Lưu Đức Hoa) là một tay anh chị có tiếng trong giới xã hội đen vì sự liều lĩnh, tuy nhiên Hoa có điểm yếu luôn muốn bao bọc bảo vệ cho đàn em thân tín là Dăng (Trương Học Hữu), một tay côn đồ luôn có hành động và lời nói thiếu suy nghĩ. Trong một lần tới Cửu Long khám bệnh, em họ Hoa là Nga (Trương Mạn Ngọc) tới ở nhờ nhà Hoa. Hoa và Nga nhanh chóng phải lòng nhau, tuy nhiên Nga vẫn quyết định trở về quê vì cô không thể sống cùng một tay anh chị luôn gặp chuyện rắc rối. Sau một thời gian, Hoa quyết định tình về quê Nga để tỏ tình, hai người có những thời gian hạnh phúc bên nhau ở quê Nga và cô đề nghị Hoa rời bỏ giới xã hội đen để sống với cô. Tuy nhiên ở Cửu Long, Dăng lại gây chuyện với tay anh chị đối địch của Hoa và bị gã này đánh đập, bắt giữ. Không muốn thấy người anh em thân thiết gặp tai họa, Hoa đành phải quay lại Cửu Long cứu đàn em và hứa với Nga rằng anh sẽ sớm quay lại với cô.

## Sản xuất và công chiếu
Sau một thời gian thành công trong vai trò biên kịch điện ảnh, Vương Gia Vệ quyết định chuyển sang làm đạo diễn với bộ phim đầu tay Vượng Giác Ca môn. Bộ phim do giám chế nổi tiếng của Hồng Kông là Đặng Quang Vinh chịu trách nhiệm sản xuất, phim do chính Vương viết kịch bản và được quay bởi Lưu Vỹ Cường, người sau này nổi tiếng với bộ phim Vô gian đạo. Tuy có kết cấu theo kiểu phim xã hội đen Hồng Kông truyền thống nhưng Vượng Giác Ca môn cũng cho thấy ảnh hưởng lớn từ tác phẩm nổi tiếng Mean Streets của Martin Scorsese. Tại Giải thưởng Điện ảnh Hồng Kông lần thứ 8 Trương Học Hữu đã giành giải Vai nam phụ xuất sắc nhất với vai Dăng trong Vượng Giác Ca môn, phim còn chiến thắng ở hạng mục Chỉ đạo nghệ thuật (Trần Thúc Bình).